# یوشیهیده فاکائو
یوشیهیده فاکائو (انگلیسی: Yoshihide Fukao؛ زادهٔ ۱ ژوئیهٔ ۱۹۴۹) بازیکن والیبال اهل ژاپن است.